# Гай Генуций
Гай Генуций (лат. Gaius Genucius; IV—III века до н. э.) — римский политический деятель из плебейской ветви рода Генуциев, член жреческой коллегии авгуров с 300 года до н. э.. Стал одним из пяти первых плебеев, кооптированных в коллегию в соответствии с Огульниевым законом. В связи с этим его потомки впоследствии именовали себя Авгуринами.